# (307616) 2003 QW90
(307616) 2003 QW90 ist ein großes transneptunisches Objekt im Kuipergürtel, das bahndynamisch als Cubewano eingestuft wird. Aufgrund seiner Größe ist der Asteroid ein Zwergplanetenkandidat.

## Entdeckung
2003 QW90 wurde am 23. August 2003 von Marc William Buie am Cerro Tololo-Observatorium (Chile) entdeckt. Die Entdeckung wurde am 5. Oktober 2003 bekanntgegeben, der Planetoid erhielt später von der IAU die Kleinplanetennummer 307616.
Nach seiner Entdeckung ließ sich 2003 QW90 auf Fotos bis zum 11. September 2002, die im Rahmen des Near-Earth-Asteroid-Tracking-Programmes am Palomar-Observatorium gemacht wurden, zurückgehend identifizieren und so seinen Beobachtungszeitraum um ein Jahr verlängern, um so seine Umlaufbahn genauer zu berechnen. Im September 2017 lagen insgesamt 208 Beobachtungen über einen Zeitraum von 15 Jahren vor. Die bisher letzte Beobachtung wurde im September 2017 am Pan-STARRS-Teleskop (PS1) durchgeführt. (Stand 1. März 2019)

## Eigenschaften

### Umlaufbahn
2003 QW90 umkreist die Sonne in 288,84 Jahren auf einer leicht elliptischen Umlaufbahn zwischen 40,48 AE und 46,91 AE Abstand zu deren Zentrum. Die Bahnexzentrizität beträgt 0,073, die Bahn ist 10,37° gegenüber der Ekliptik geneigt. Derzeit ist der Planetoid 40,20 AE von der Sonne entfernt. Das Perihel durchläuft er das nächste Mal 2082, der letzte Periheldurchlauf dürfte also im Jahre 1794 erfolgt sein.
Sowohl Marc Buie (DES) als auch das Minor Planet Center klassifizieren den Planetoiden als Cubewano, wobei er zu den bahndynamisch «heißen» klassischen KBO gehört; letzteres führt ihn auch als Nicht-SDO und allgemein als «Distant Object» auf.

### Größe
Derzeit wird von einem Durchmesser von 457 km ausgegangen, basierend auf einem Rückstrahlvermögen von 6 % und einer absoluten Helligkeit von 5,4 m. Ausgehend von einem Durchmesser von 457 km ergibt sich eine Gesamtoberfläche von etwa 656.000 km2. Die scheinbare Helligkeit von 2003 QW90 beträgt 21,70 m, die mittlere Oberflächentemperatur wird anhand der Sonnenentfernung auf 42 K (−231 °C) geschätzt.
Da anzunehmen ist, dass sich 2003 QW90 aufgrund seiner Größe im hydrostatischen Gleichgewicht befindet und somit weitgehend rund sein muss, sollte er die Kriterien für eine Einstufung als Zwergplanet erfüllen. Mike Brown geht davon aus, dass es sich bei 2003 QW90 um möglicherweise einen Zwergplaneten handelt.
| Jahr                                         | Abmessungen km | Quelle   |
| -------------------------------------------- | -------------- | -------- |
| 2018                                         | 443,0          | Johnston |
| 2018                                         | 457,0          | Brown    |
| Die präziseste Bestimmung ist fett markiert. |                |          |